# Lolita Pille
Lolita Pille (ur. 27 sierpnia 1982 w Sèvres) – francuska pisarka współczesna, Utwory, które przyniosły jej rozgłos to powieści Hell's Diary oraz Bubble Gum.

## Adaptacje filmowe
- 2006: Hell w reżyserii Bruno Chiche.

## Oficjalna strona internetowa
- Lolita Pille, strona oficjalna